# Teleogonia infuscata
Teleogonia infuscata är en insektsart som beskrevs av Melichar 1925. Teleogonia infuscata ingår i släktet Teleogonia och familjen dvärgstritar. Inga underarter finns listade i Catalogue of Life.